# Astylopsis fascipennis
Astylopsis fascipennis là một loài bọ cánh cứng trong họ Cerambycidae.